# Walter Lochte-Holtgreven

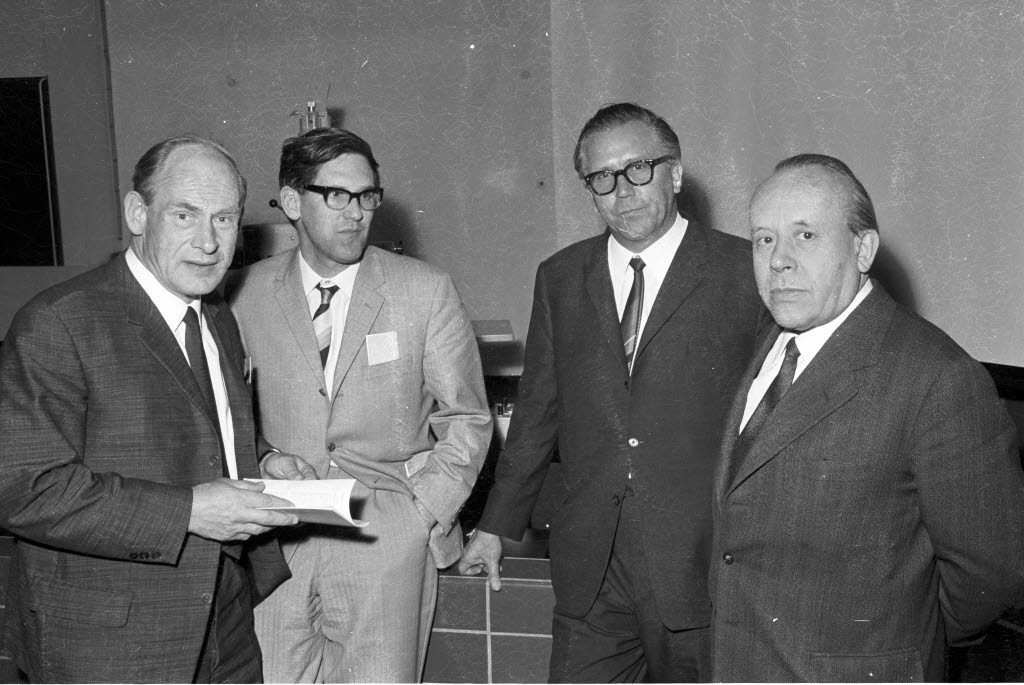
Walter Lochte-Holtgreven (re.) auf einer Tagung der Deutschen Physikalischen Gesellschaft (1966)

Walter Hermann Anton Theodor Lochte-Holtgreven (* 15. Oktober 1903 in Hamburg; † 11. September 1987 in Kiel) war ein deutscher Experimentalphysiker und Hochschullehrer.

## Leben
Walter Lochte-Holtgreven wurde als jüngster Sohn des späteren Göttinger Ordinarius für Gerichtsmedizin Theodor Lochte (1864–1953) und seiner Frau Luise geb. Holtgreven geboren. Er war verheiratet mit Irene geb. Kossel, Tochter des Physikers Walther Kossel. Der Ehe entstammen eine Tochter und drei Söhne.
Nach dem Schulbesuch in Göttingen begann er 1922 sein Physikstudium 1922 an der Philipps-Universität Marburg. 1923 wurde er im Corps Hasso-Nassovia Marburg recipiert. Als Inaktiver ging er die ETH Zürich und die Georg-August-Universität Göttingen. Dort forschte er mit seinem späteren Doktorvater James Franck zur Röntgenfluoreszenz. Auf diesem Gebiet wurde er 1927 promoviert. Danach ging er an die Reichsuniversität Groningen zu Dirk Coster. Von 1930 bis 1933 war er an der University of Manchester, wo er mit William Lawrence Bragg auf dem Gebiet der Molekülspektroskopie arbeitete. Er kehrte 1934 nach Deutschland zurück und nahm an der Christian-Albrechts-Universität zu Kiel eine Assistentenstelle bei Heinrich Rausch von Traubenberg (1880–1944) an. Er habilitierte sich 1937. 1943 wurde er als Leiter des Instituts für Experimentalphysik bestellt. Ende 1945 erhielt er die Ernennung zum o. Professor. 1972 wurde er emeritiert. Seit 1965 war er korrespondierendes Mitglied der Braunschweigischen Wissenschaftlichen Gesellschaft.

## Werk
Hauptforschungsschwerpunkt war unter anderem die Plasmaspektroskopie, die von ihm mitbegründet wurde. Besondere Akzente konnten durch enge Kooperationen mit der theoretischen Physik und insbesondere durch die Zusammenarbeit mit Albrecht Unsöld gesetzt werden. Er widmete sich der Kernfusion und forschte auf dem Gebiet der Plasmaphysik.